# Vászonzsákoslány
Antal Éva, más néven Vászonzsákoslány (Budapest, 1998) magyar vlogger, környezetvédelmi aktivista.
Életútja során elvégezte a Moholy-Nagy Művészeti Egyetem dizájnkultúra-tudomány alapszakát, korábban pedig a Képző- és Iparművészeti Szakgimnázium textil szakán tanult. Jelenleg aktív vállalkozóként tevékenykedik, saját YouTube-csatornával, Instagram-, Facebook- és Patreon-oldalakkal rendelkezik. Környezettudatos életmód témájában készít rendszeresen tartalmakat, melyekkel igyekszik inspirálni másokat is. A közösségimédia-platformokon keresztül nemcsak a saját tapasztalatait osztja meg, hanem együttműködik környezettudatos márkákkal is. Emellett online workshopokat is szervez a témában. A Moholy-Nagy Művészeti Egyetemen szerzett tudását és a Képző- és Iparművészeti Szakgimnáziumban szerzett textil szakmai ismereteit ötvözi, és ezt használja fel a kreatív tartalmak létrehozásában és a tudatos életmód népszerűsítésében.
Instagram-oldalán több mint 21 ezer követővel rendelkezik, ahol rendszeresen oszt meg inspiráló és hasznos tartalmakat arról, hogyan lehetünk környezetbarátabbak a mindennapi életünk során. A tartalmak a fenntartható életmód, zero waste és low waste elképzeléseivel, valamint a természetvédelemmel kapcsolatos tippekkel és tapasztalatokkal foglalkoznak.
Érdeklődése a környezetvédelem iránt gyermekkorára nyúlik vissza, amikor a nagyapja borászként a Balaton északi partján nevelte őt. A természetközeli gyermekkor és a nevelőapja, aki környezetmérnökként fontosnak tartotta a szelektív hulladékgyűjtést, kulacsok használatát és más fenntartható szokásokat, nagy hatással voltak rá.
A környezettudatos életmódra való áttérése 2017 környékén kezdődött, amikor a klímaváltozás és a műanyagszennyezés tényeivel szembesült. Az egyetemen szerzett designkultúra szakon kapott ismeretek és az életmódváltás iránti elkötelezettsége egyaránt hozzájárultak ahhoz, hogy környezettudatos vállalkozóvá váljon.
Az Instagram-oldalán látható kihívások, mint például a műanyagmentes július, inspirálják az embereket a változásra és a fenntarthatóbb életmód kipróbálására. A „low waste” életmódot részesíti előnyben a „zero waste” helyett, mivel hangsúlyozza, hogy a tökéletesség elérhetetlen, és a lényeg az erőfeszítés és az elkötelezettség. A low waste életmód azt jelenti, hogy kevesebb szemetet termel, és igyekszik kisebb ökológiai lábnyomon létezni. Emellett hangsúlyozza, hogy a zero waste életmód önmagában nem oldja meg a klímaváltozást, és hangsúlyozza a klímaváltozás elleni küzdelem sokféle aspektusát, beleértve az utazási szokásokat, fűtőanyagokat, vásárlási szokásokat és az étrendet is, különös tekintettel a növényi alapú táplálkozás fontosságára.
Előnyben részesíti a piacot, a bioboltot, illetve a csomagolásmentes boltokat, mint például a Szatyorbolt és a Ligeti Boltok. Emellett rendszeresen online rendel a csomagolásmentes webshopokból, például a nepazarolj.hu és a kifli.hu-ról, amelyek újrahasznosított papírban szállítanak házhoz, vegán kínálattal rendelkeznek és újratölthető termékeik is vannak. Időnként ellátogat szupermarketekbe és hipermarketekbe is, mivel ezeken a helyeken is lehet sok mindent saját szütyővel vásárolni.
Kezdetben a szelektív hulladékgyűjtéssel kezdte, majd találkozott a növényi alapú étkezéssel és más környezettudatos témákkal is, mint az energiatakarékosság és a beltéri komposztálás. Ezt követően Instagramon elkezdett vlogolni a témában, majd 2019-ben a Műanyagmentes Július kapcsán együttműködött az Index.hu-val, és egy kisfilmet készítettek, amit összesen ötmillióan néztek meg.
Az állatkertekről szólva kifejtette, hogy rossz véleménnyel van róluk, és megkérdőjelezi, miért tartanak például jegesmedvét Európában. Kifogásolja az akváriumok és delfináriumok létezését is, mondván, hogy bár állítólag az állatvédelem és a fajmegőrzés a céljuk, de valójában ezek az intézmények az emberi szórakoztatásra épülnek. Hangsúlyozza, hogy a háziállatokkal más a helyzet, mivel azokat több tízezer évvel ezelőtt már domesztikáltuk, és szerinte az etikus döntés az, ha menhelyekről fogadunk örökbe, és ne támogassuk a tenyésztésüket.
„A húsmentes napok beiktatása, növényi alapú receptek kipróbálása nagyon jó irány lehet. Aztán a közlekedés.”